# Австралийско-израильские отношения
Австралийско-израильские отношения — двусторонние отношения между Австралией и Израилем, которые были установлены в 1949 году. У Австралии есть посольство в Тель-Авиве, а у Израиля — посольство в Канберре. Отношения между двумя правительствами часто формируются под течением палестино-израильского конфликта. Министерство иностранных дел и торговли Австралии описывает отношения между двумя странами как «здоровые коммерческие отношения с двусторонней торговлей на сумму 919 млн долл. в 2013 году». Джон Говард, Премьер-министр Австралии в период с 1996 по 2007 год, заявил, что «возможность Австралии влиять на события в регионе ограничена и не должна быть чрезмерной».

## История
Четыре бригады австралийской лёгкой кавалерии и батальон верблюжьих войск принимали участие в британском завоевании Палестины в 1916—1917. Австралийский генерал еврейского происхождения Джон Монаш был лидером австралийского сионистского движения. Австралийские солдаты сражались на Ближнем Востоке во время Второй мировой войны. Австралийский министр иностранных дел Герберт Эватт (H.V. Evatt) работал председателем специального комитета Ген. Ассамблеи ООН по Палестине и помогал продвижению плана ООН по разделу Палестины 29 ноября 1947 года. Австралия была первой страной, которая голосовала за этот план, несмотря на сильное давление со стороны Соединенного Королевства на союзников по Содружеству наций с целью воздержаться от принятия резолюции.
Полные дипломатические отношения были установлены 29 января 1949 года.
Либерально-национальная коалиция поддерживала Израиль во время и после Шестидневной войны 1967 года. Однако, последовавшее за ним правительство лейбористов под руководством Гофа Уитлэма, победившее на выборах 1972 года, сменило свой курс в этом отношении на «беспрестрастный». Изменения последовали после Войны Судного дня 1973 года и были связаны с желанием Уитлэма быть более дружелюбным по отношению к арабским странам.
В конце октября глава правительства Австралии Малкольм Тернбулл посетил Израиль. Он принял участие в церемонии, посвящённой 100-летию битвы за Беэр-Шеву, в которой участвовала австралийская армия. Из-за политического кризиса у себя на родине (у заместителя премьера Барнаби Джойса обнаружилось двойное гражданство, что запрещено австралийскими законами) Тернбулл не встретился со своим израильским коллегой и улетел домой сразу после церемонии.
15 октября 2018 года состоялся телефонный разговор австралийского премьера Скотта Моррисона и его израильского коллеги Биньямина Нетаньяху. Моррисон заявил, что Австралия может признать Иерусалим столицей Израиля и перенести туда посольство из Тель-Авива. Таким образом Моррисон подтвердил свое заявление, сделанное им ранее в издании «The Sunday Morning Herald».
15 декабря 2018 года Австралия официально признала Западный Иерусалим столицей Израиля. Заявление сделал премьер-министр Скотт Моррисон.
В марте 2019 года Австралия (в лице главы МИДа Марис Пейн) совместно с Великобританией, Данией и Австрией заявила, что будет голосовать против всех осуждающих Израиль резолюций, рассматриваемых в рамках 7-й части повестки дня Совета ООН по правам человека.
В феврале 2020 года израильский президент Реувен Ривлин посетил Австралию с официальным визитом по приглашению австралийского генерал-губернатора Дэвида Харли.

## Военное сотрудничество
В сентябре 2018 года две страны подписали соглашение о поставке противотанковых управляемых ракет Spike LR2 пятого поколения израильским концерном «Рафаэль» в Австралию в рамках совместного проекта с компанией «VARLEY». Пусковые установки будут размещаться на бронемашинах «BOXER» производства немецкого концерна «Rheinmetall».